# Подъязычный нерв
Подъязычный нерв (лат. nervus hypoglossus) — XII пара черепных нервов. Ядро подъязычного нерва двигательное, расположено в продолговатом мозге. Отходящие от него двигательные волокна идут к мышцам языка и обеспечивают их движение.

## Анатомия
Из вещества мозга подъязычный нерв выходит 10—15 корешками из борозды между пирамидой и оливой продолговатого мозга. Корешки объединяются в общий ствол, который через канал подъязычного нерва (лат. canalis n. hypoglossus) выходит из полости черепа, следует вниз между блуждающим нервом и внутренней яремной веной, огибает снаружи внутреннюю сонную артерию, проходя между нею и внутренней яремной веной. Далее он пересекает наружную сонную артерию в виде выпуклой вниз дуги, подходит под заднее брюшко двубрюшной мышцы в область поднижнечелюстного треугольника (лат. trigonum submandibulare) и, вступив в мышцы языка, отдаёт язычные ветви (лат. rr. linguales).
Язычные ветви — концевые ветви подъязычного нерва, подходят к нижней поверхности языка и иннервируют как собственные, так и скелетные мышцы последнего.
По своему ходу подъязычный нерв отдаёт ряд ветвей, которые соединяют его с другими нервами (см. рис.):
1. Соединительная ветвь с верхним шейным ганглием симпатического ствола,
2. Соединительная ветвь с нижним узлом блуждающего нерва,
3. Соединительная ветвь с язычной ветвью нижнечелюстного нерва от тройничного нерва,
4. Соединительная ветвь с шейной петлёй (лат. ansa cervicalis)[3].

Кроме соединительных ветвей, подъязычный нерв в самом начале (в области канала подъязычного нерва) отдаёт ветви к твёрдой мозговой оболочке поперечного синуса (лат. sinus transversus).

## Функция
Ядро подъязычного нерва (лат. nucleus n. hypoglossi) двигательное, залегает в средних отделах задней части продолговатого мозга. Со стороны ромбовидной ямки оно проецируется в области треугольника подъязычного нерва (лат. trigonum n. hypoglossi). Ядро подъязычного нерва состоит из крупных мультиполярных клеток и большого количества расположенных между ними волокон, которыми оно разделяется на три более или менее обособленные клеточные группы. Каждая из этих групп иннервирует свою мышцу языка. В эволюционном плане эти нейроны идентичны мотонейронам передних рогов спинного мозга.
Подъязычный нерв иннервирует мышцы языка: шилоязычную (лат. m. styloglossus), подъязычно-язычную (лат. m. hyoglossus) и подбородочно-язычную мышцы (лат. m. genioglossus), а также поперечные и прямые мышцы языка. Иннервация произвольных движений осуществляется по кортикоядерным путям, которые начинаются в прецентральной извилине коры головного мозга. Ядро подъязычного нерва получает импульсы преимущественно по контрлатеральному корково-ядерному пути. Помимо этого, информацию к нему несут афферентные волокна, из ретикулярной формации, ядро одиночного пути (лат. nucleus tractus solitarii) (получающего вкусовые волокна от лицевого и языкоглоточного нервов), из среднего мозга и из ядер тройничного нерва. Соответственно ядро подъязычного нерва и сам нерв являются составными частями рефлекторных дуг, обеспечивающих глотание, жевание, сосание и лизание.

## Клиника поражения
Если патологический процесс локализуется в нижней части двигательной зоны коры большого полушария мозга или по ходу корково-нуклеарных волокон, идущих к ядру подъязычного нерва из противоположного полушария мозга, то развивается центральный паралич подъязычного нерва. Обычно он сочетается с гемипарезом или гемиплегией на стороне противоположной патологическому очагу. При этом атрофии языка нет. При высовывании он отклоняется в сторону паретичных или парализованных конечностей, «отворачиваясь» от патологического очага. Это объясняется тем, что признаком центрального паралича является гипертонус. Так как явления центрального паралича наблюдаются на контрлатеральной патологическому очагу стороне языка, то она перетягивает язык в свою сторону (противоположную патологическому очагу).
При наличии гемиплегии наблюдается небольшая дизартрия, но отсутствуют расстройства глотания, так как функция двигательной части языкоглоточного и блуждающего нервов не нарушены из-за того, что они получают двустороннюю иннервацию, в отличие от подъязычного, который получает одностороннюю из противоположного полушария. 
При поражении подъязычного нерва наступает периферический паралич или парез мышц языка. Если его поражение односторонне, то язык в полости рта смещается в здоровую сторону, а при высовывании изо рта он обязательно отклоняется в сторону патологического процесса («язык показывает на очаг»). Мышцы парализованной половины языка атрофируются, поэтому меняется рельеф её поверхности, возникает складчатость, дающая основание назвать изменённый таким образом язык географическим, ибо он в какой-то степени напоминает неровный край земной поверхности. Односторонний периферический паралич языка почти не оказывает влияния на акты речи, жевания, глотания и т.п. Возможными причинами повреждения периферического ствола XII нерва являются перелом основания черепа, аневризма, опухоль и действие некоторых токсических веществ (алкоголь, свинец, мышьяк, угарный газ и другие). 
Поражение ядер XII нерва обычно сопровождается явлениями атрофического пареза круговой мышцы рта (лат. m. orbicularis oris). При этом губы становятся истончёнными, больному трудно свистнуть, задуть свечу. Это явление объясняется тем, что тела периферических нейронов, посылающие аксоны, которые идут к этой мышце проходят в составе лицевого нерва, сами залегая в ядре подъязычного нерва.
Поражение в области ядра подъязычного нерва может захватить и ядро противоположной стороны вследствие близкого расположения этих ядер. При этом может развиться двусторонний вялый парез с атрофией и фасцикуляциями в мышцах языка. В случае прогрессирования заболевания парализованный гипотоничный язык лежит на дне ротовой полости, и в нём заметно выраженные фасцикуляции. Речь и глотание резко нарушены (дизартрия, дисфагия). Во время разговора создаётся впечатление, что рот у больного чем-то переполнен. Особенно затруднено произношение согласных звуков, а в связи с этим и фраз, содержащих трудно произносимые сочетания согласных. Глоссоплегия ведёт к затруднения процесса еды, ибо больному становится очень трудно продвинуть пищевой комок в глотку.
Среди возможных причин поражения ядра подъязычного нерва наиболее частыми являются бульбарный паралич, амиотрофический боковой склероз, сирингобульбия, полиомиелит и сосудистые заболевания.
Сочетание периферического ядерного паралича подъязычного нерва на стороне патологического очага в сочетании с гемипарезом или гемиплегией центрального характера на противоположной стороне, возникает обычно при тромбозе передней спинальной артерии или её ветвей и носит название синдрома Джексона (см. альтернирующие синдромы).

## Методика исследования
Больному предлагают высунуть язык и при этом следят, не отклоняется ли он в сторону, отмечают, нет ли атрофии, фибриллярных подёргиваний, тремора. Так как из ядра подъязычного нерва идут аксоны к круговой мышце рта через лицевой нерв, то больному предлагают посвистеть, подуть.